# Roberto Cirillo
Roberto Cirillo (* 12. September 1971 in Zürich; heimatberechtigt in Novazzano) ist ein Schweizer Manager. Er war von April 2019 bis März 2025 der Konzernleiter der Schweizerischen Post. Cirillo ist diplomierter Maschinenbauingenieur ETH.

## Biografie
Roberto Cirillo wuchs im Tessin nahe der italienischen Grenze auf und besitzt die schweizerische und die italienische Staatsbürgerschaft. Seine schulische Laufbahn schloss er 1990 am Gymnasium in Mendrisio ab und absolvierte nach der Rekrutenschule ein Maschinenbaustudium an der ETHZ, das er 1995 mit dem Abschluss als Maschineningenieur beendete. Danach arbeitete er als wissenschaftlicher Mitarbeiter am Institut für System- und Regelungstechnik der ETHZ. Zudem war er 1997 an der Brigham Young University in Provo, Utah Gastforscher. Er begann seine berufliche Karriere bei McKinsey & Company. Er ist verheiratet.